# Juegos Parapanamericanos de 2015
Los V Juegos Parapanamericanos se llevaron a cabo desde el 7 al 15 de agosto de 2015 en la ciudad de Toronto, Canadá.

## Proceso de elección
.

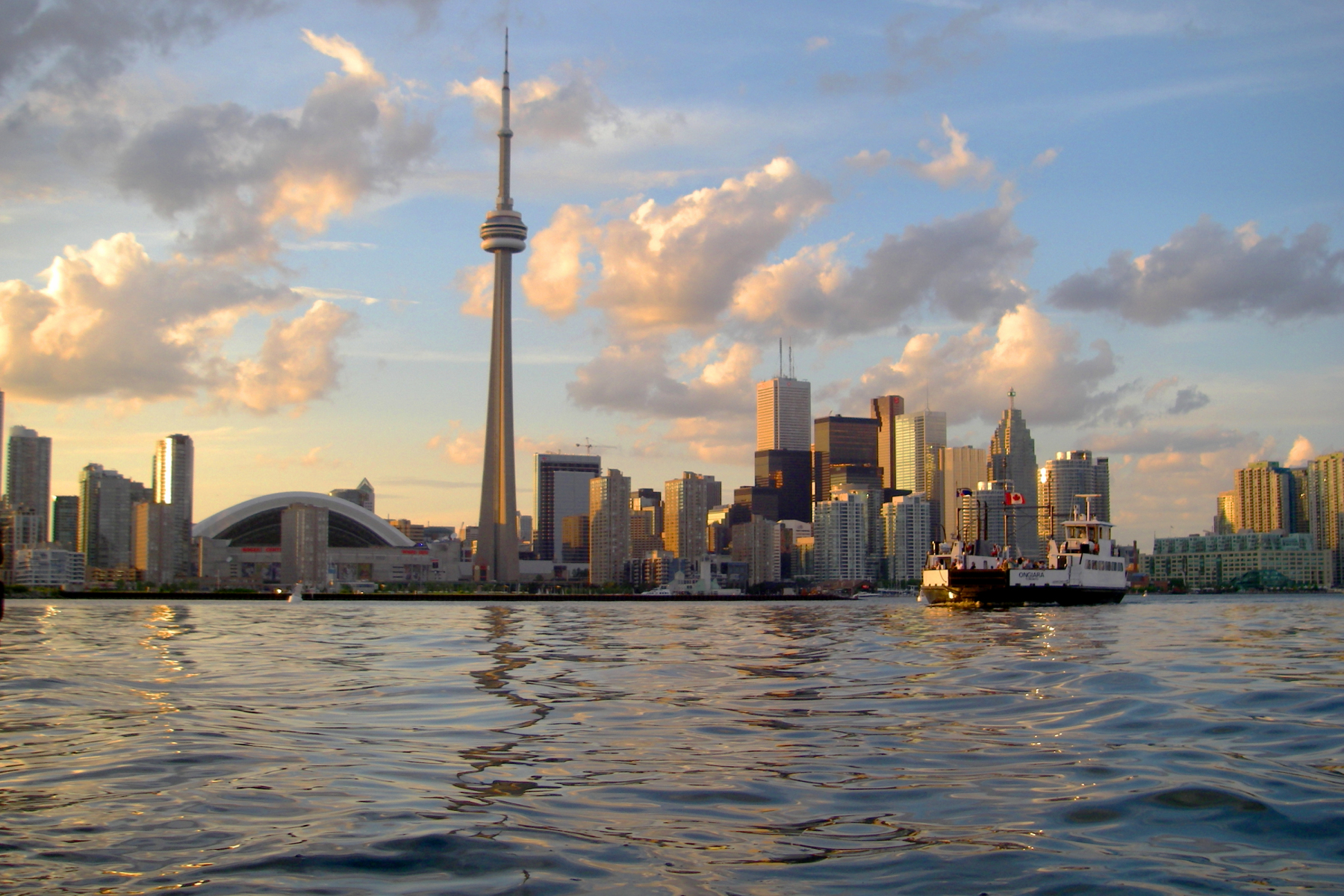
Toronto, Canadá sede de los Juegos Parapanamericanos de 2015

Toronto ganó el proceso de elección el 6 de noviembre de 2009 en Guadalajara, México. El resultado fue anunciado por el entonces presidente de la ODEPA, Mario Vázquez Raña en la cual se señaló que la ciudad canadiense obtuvo un total de 33 votos  contra 11 votos que recibió Lima, Perú y 7 de Bogotá, Colombia.
| Resultados de la elección |       |
| ------------------------- | ----- |
| Ciudad                    | votos |
| Toronto                   | 33    |
| Lima                      | 11    |
| Bogotá                    | 7     |

## Naciones Participantes
28 naciones participaron en el evento.
| - Aruba (ARU) - Argentina (ARG) - Barbados (BAR) - Bermudas (BER) - Brasil (BRA) - Canadá (CAN) - Chile (CHI) - Colombia (COL) - Costa Rica (CRC) - Cuba (CUB) - Ecuador (ECU) - El Salvador (ESA) - Estados Unidos (USA) - Guatemala (GUA) | - Haití (HAI) - Honduras (HON) - Islas Vírgenes de los Estados Unidos (ISV) - Jamaica (JAM) - México (MEX) - Nicaragua (NCA) - Panamá (PAN) - Perú (PER) - Puerto Rico (PUR) - República Dominicana (DOM) - Surinam (SUR) - Trinidad y Tobago (TRI) - Uruguay (URU) - Venezuela (VEN) |

## Mascota
La mascota de los Juegos Panamericanos y Parapanamericanos de 2015 es un puerco espín llamado Pachi.
Los creadores de Pachi participaron en el concurso como un proyecto escolar en la escuela pública Buttoville en Markham, Ontario. Sus creadoras Jenny Lee, Fiona Hong, Michelle Ing y Paige Kunihiro estudiantes de 8° grado fueron supervisadas por la profesora Mari Ellery.
Cuenta con 41 espinas, las cuales representan a los países participantes, las cuales tienen los colores de los Juegos: azul, verde, rosa, morado y anaranjado.
Entre los datos básicos, según sus creadoras, es un puercoespín que tiene una discapacidad visual y dificultad para observar objetos que se encuentran lejos de él. Entre sus pasatiempos se encuentran trepar árboles, nadar, bailar y conocer a nuevos amigos de todas las naciones, así como tener nuevas y divertidas aventuras.Su historia comenzó en la escarpa de Niagara, un área forestal que se encuentra ubicada al oeste de Toronto.
Su comida favorita son las frutas, hojas y cortezas. Su color favorito es el verde, color de los Juegos Panamericanos de 2015.

## Deportes
En los Juegos Parapanamericanos de 2015 se disputaron 15 deportes paralímpicos:
- Atletismo
- Baloncesto en silla de ruedas
- Boccia
- Ciclismo
  - Ciclismo de pista
  - Ciclismo de ruta
- Fútbol 5
- Fútbol 7
- Golbol
- Judo
- Levantamiento de potencia
- Natación
- Rugby en silla de ruedas
- Tenis de mesa
- Tenis en silla de ruedas (detalle)
- Tiro con arco
- Voleibol sentado

## Medallas

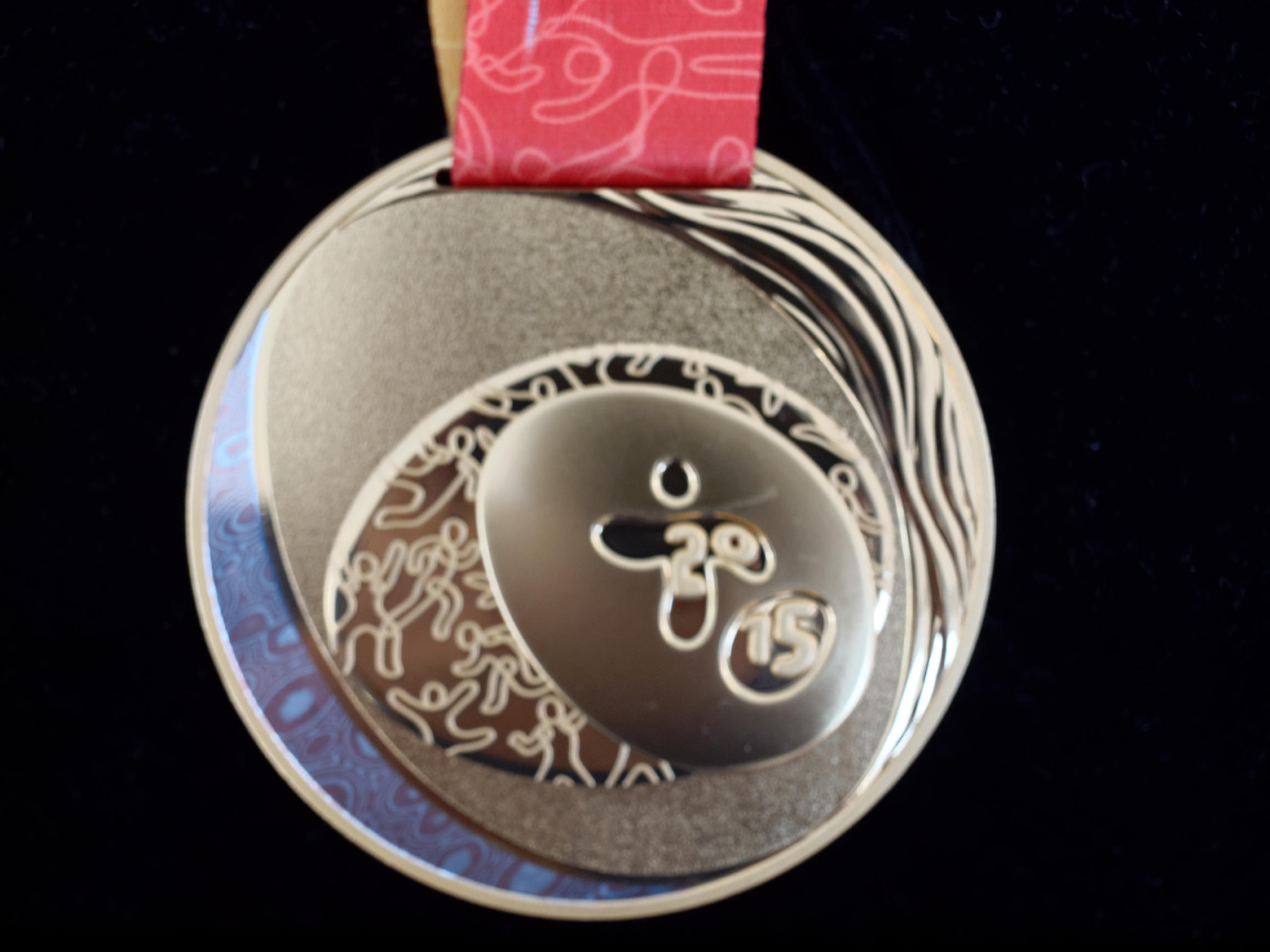
2015 Parapan American Games Gold Medal

Las medallas de los Juegos Panamericanos y Parapanamericanos de 2015 fueron producidas por la Real Casa de Moneda de Canadá con metales provistos por Barrick Gold Corporation.
El diseño fue creado por la marca de TO2015, la Real Casa de Moneda de Canadá y Christi Belcourt artista visual de origen metis reconocida por sus dotes artísticos en diversas exposiciones.
En su diseño, las medallas cuentan con tres formas superpuestas al frente, las cuales representan las zonas del continente (Norteamérica, América Central, Sudamérica y el Caribe) que son unidas por los Juegos.
Sus formas simples y curvas se inspiran en el logo de los Juegos y tienen un relieve que hace referencia al podio. Al frente también se observa el diseño de los deportes del lema We play together (Unidos jugamos). El diseño de las medallas incorpora una técnica llamada mokume gane la cual une las diferentes aleaciones de metales que se utilizan, creando al mismo tiempo los dibujos artísticos. Ilustra el agua, vital para la vida, para los atletas, el agua que fluye por las naciones que compiten, en forma de ríos, lagos u océanos.
Al reverso, se reconoce a la Organización Deportiva Panamericana (ODEPA) y al Comité Paralímpico de las Américas (CPA) en inglés, español y francés, los cuales son los idiomas oficiales de los Juegos.
Por primera vez en la historia, se utilizó el sistema braille, con el fin de reconocer a la organización de los Juegos como incluyente y accesible. El Instituto Canadiense para Ciegos (CNIB)  fue el encargado de proporcionar los lineamientos necesarios.

## Medallero
País organizador
| Núm.           | País                       | Oro | Plata | Bronce | Total |
| -------------- | -------------------------- | --- | ----- | ------ | ----- |
| 1              | Brasil (BRA)               | 109 | 74    | 74     | 257   |
| 2              | Canadá (CAN)               | 50  | 63    | 55     | 168   |
| 3              | Estados Unidos (USA)       | 40  | 51    | 44     | 135   |
| 4              | México (MEX)               | 38  | 36    | 39     | 113   |
| 5              | Colombia (COL)             | 24  | 36    | 30     | 90    |
| 6              | Cuba (CUB)                 | 19  | 15    | 13     | 47    |
| 7              | Argentina (ARG)            | 18  | 25    | 24     | 67    |
| 8              | Venezuela (VEN)            | 8   | 14    | 25     | 47    |
| 9              | Chile (CHI)                | 4   | 2     | 6      | 12    |
| 10             | Jamaica (JAM)              | 2   | 2     | 1      | 5     |
| 11             | Trinidad y Tobago (TRI)    | 2   | 0     | 0      | 2     |
| 12             | Ecuador (ECU)              | 1   | 0     | 4      | 4     |
| 13             | Bermudas (BER)             | 1   | 0     | 0      | 1     |
| 13             | Uruguay (URU)              | 1   | 0     | 0      | 1     |
| 15             | Nicaragua (NIC)            | 0   | 0     | 4      | 4     |
| 16             | Costa Rica (CRC)           | 0   | 0     | 2      | 2     |
| 16             | Puerto Rico (PUR)          | 0   | 0     | 2      | 2     |
| 18             | República Dominicana (DOM) | 0   | 0     | 1      | 1     |
| Total absoluto | Total absoluto             | 317 | 318   | 324    | 959   |

## Medallas por deporte

### Atletismo
| Núm. | País                    | Oro | Plata | Bronce | Total |
| ---- | ----------------------- | --- | ----- | ------ | ----- |
| 1    | Brasil (BRA)            | 34  | 28    | 18     | 80    |
| 2    | Estados Unidos (USA)    | 19  | 21    | 13     | 53    |
| 3    | Canadá (CAN)            | 19  | 11    | 13     | 43    |
| 4    | Cuba (CUB)              | 11  | 8     | 8      | 27    |
| 5    | México (MEX)            | 10  | 8     | 14     | 32    |
| 6    | Colombia (COL)          | 7   | 17    | 16     | 40    |
| 7    | Argentina (ARG)         | 4   | 8     | 5      | 17    |
| 8    | Venezuela (VEN)         | 3   | 10    | 17     | 30    |
| 9    | Jamaica (JAM)           | 2   | 2     | 1      | 5     |
| 10   | Trinidad y Tobago (TTO) | 2   | 0     | 0      | 2     |
| 11   | Chile (CHI)             | 1   | 1     | 1      | 3     |
| 12   | Ecuador (ECU)           | 1   | 0     | 2      | 3     |
| 13   | Bermudas (BER)          | 1   | 0     | 0      | 1     |
| 14   | Nicaragua (NCA)         | 0   | 0     | 3      | 3     |

### Baloncesto en silla de ruedas
| Núm. | País                 | Oro | Plata | Bronce | Total |
| ---- | -------------------- | --- | ----- | ------ | ----- |
| 1    | Estados Unidos (USA) | 2   | 0     | 0      | 2     |
| 2    | Canadá (CAN)         | 0   | 2     | 0      | 2     |
| 3    | Argentina (ARG)      | 0   | 0     | 1      | 1     |
| '    | Brasil (BRA)         | 0   | 0     | 1      | 1     |

### Boccia
| Núm. | País            | Oro | Plata | Bronce | Total |
| ---- | --------------- | --- | ----- | ------ | ----- |
| 1    | Brasil (BRA)    | 6   | 0     | 3      | 9     |
| 2    | Canadá (CAN)    | 1   | 4     | 1      | 6     |
| 3    | Colombia (COL)  | 0   | 2     | 0      | 2     |
| 4    | Argentina (ARG) | 0   | 1     | 2      | 3     |
| 5    | México (MEX)    | 0   | 0     | 1      | 1     |

### Ciclismo de pista
| Núm. | País                 | Oro | Plata | Bronce | Total |
| ---- | -------------------- | --- | ----- | ------ | ----- |
| 1    | Estados Unidos (USA) | 2   | 2     | 3      | 7     |
| 2    | Canadá (CAN)         | 2   | 1     | 0      | 3     |
| 3    | Argentina (ARG)      | 2   | 0     | 1      | 3     |
| 4    | Colombia (COL)       | 1   | 3     | 2      | 6     |
| 5    | Brasil (BRA)         | 0   | 1     | 1      | 2     |

### Ciclismo de ruta
| Núm. | País                       | Oro | Plata | Bronce | Total |
| ---- | -------------------------- | --- | ----- | ------ | ----- |
| 1    | Estados Unidos (USA)       | 5   | 5     | 2      | 12    |
| 2    | Canadá (CAN)               | 2   | 3     | 6      | 11    |
| 3    | Colombia (COL)             | 2   | 2     | 1      | 5     |
| 4    | Brasil (BRA)               | 2   | 0     | 0      | 2     |
| 5    | Argentina (ARG)            | 0   | 1     | 1      | 2     |
| 6    | República Dominicana (DOM) | 0   | 0     | 1      | 1     |

### Fútbol a 5
| Núm. | País            | Oro | Plata | Bronce | Total |
| ---- | --------------- | --- | ----- | ------ | ----- |
| 1    | Brasil (BRA)    | 1   | 0     | 0      | 1     |
| 2    | Argentina (ARG) | 0   | 1     | 0      | 1     |
| 3    | México (MEX)    | 0   | 0     | 1      | 1     |

### Fútbol a 7
| Núm. | País            | Oro | Plata | Bronce | Total |
| ---- | --------------- | --- | ----- | ------ | ----- |
| 1    | Brasil (BRA)    | 1   | 0     | 0      | 1     |
| 2    | Argentina (ARG) | 0   | 1     | 0      | 1     |
| 3    | Venezuela (VEN) | 0   | 0     | 1      | 1     |

### Golbol
| Núm. | País                 | Oro | Plata | Bronce | Total |
| ---- | -------------------- | --- | ----- | ------ | ----- |
| 1    | Brasil (BRA)         | 2   | 0     | 0      | 2     |
| 2    | Estados Unidos (USA) | 0   | 2     | 0      | 2     |
| 3    | Canadá (CAN)         | 0   | 0     | 2      | 2     |

### Judo
| Núm. | País                 | Oro | Plata | Bronce | Total |
| ---- | -------------------- | --- | ----- | ------ | ----- |
| 1    | Brasil (BRA)         | 2   | 2     | 3      | 7     |
| 2    | Cuba (CUB)           | 2   | 2     | 1      | 5     |
| 3    | México (MEX)         | 2   | 0     | 0      | 2     |
| 4    | Argentina (ARG)      | 1   | 2     | 1      | 4     |
| 5    | Venezuela (VEN)      | 1   | 0     | 3      | 4     |
| 6    | Uruguay (URU)        | 1   | 0     | 0      | 1     |
| 7    | Estados Unidos (USA) | 0   | 1     | 3      | 4     |
| 8    | Canadá (CAN)         | 0   | 1     | 1      | 2     |
| '    | Colombia (COL)       | 0   | 1     | 1      | 2     |
| 10   | Puerto Rico (PUR)    | 0   | 0     | 1      | 1     |

### Levantamiento de pesas
| Núm. | País            | Oro | Plata | Bronce | Total |
| ---- | --------------- | --- | ----- | ------ | ----- |
| 1    | México (MEX)    | 3   | 4     | 2      | 9     |
| 2    | Brasil (BRA)    | 3   | 1     | 4      | 8     |
| 3    | Cuba (CUB)      | 3   | 1     | 1      | 5     |
| 4    | Chile (CHI)     | 2   | 1     | 2      | 5     |
| 5    | Colombia (COL)  | 1   | 4     | 1      | 6     |
| 6    | Venezuela (VEN) | 0   | 1     | 0      | 1     |
| 7    | Nicaragua (NCA) | 0   | 0     | 1      | 1     |

### Natación
| Núm. | País                 | Oro | Plata | Bronce | Total |
| ---- | -------------------- | --- | ----- | ------ | ----- |
| 1    | Brasil (BRA)         | 38  | 29    | 37     | 104   |
| 2    | Canadá (CAN)         | 24  | 39    | 28     | 91    |
| 3    | México (MEX)         | 19  | 20    | 18     | 57    |
| 4    | Colombia (COL)       | 13  | 6     | 6      | 25    |
| 5    | Argentina (ARG)      | 9   | 7     | 9      | 25    |
| 6    | Estados Unidos (USA) | 7   | 11    | 14     | 32    |
| 7    | Cuba (CUB)           | 3   | 3     | 0      | 6     |
| 8    | Venezuela (VEN)      | 3   | 2     | 2      | 7     |
| 9    | Puerto Rico (PUR)    | 0   | 0     | 1      | 1     |

### Rugby en silla de ruedas
| Núm. | País                 | Oro | Plata | Bronce | Total |
| ---- | -------------------- | --- | ----- | ------ | ----- |
| 1    | Canadá (CAN)         | 1   | 0     | 0      | 1     |
| 2    | Estados Unidos (USA) | 0   | 1     | 0      | 1     |
| 3    | Colombia (COL)       | 0   | 0     | 1      | 1     |

### Tenis de mesa
| Núm. | País                 | Oro | Plata | Bronce | Total |
| ---- | -------------------- | --- | ----- | ------ | ----- |
| 1    | Brasil (BRA)         | 15  | 10    | 6      | 31    |
| 2    | México (MEX)         | 4   | 4     | 3      | 11    |
| 3    | Estados Unidos (USA) | 2   | 3     | 3      | 8     |
| 4    | Venezuela (VEN)      | 1   | 1     | 3      | 5     |
| 5    | Canadá (CAN)         | 1   | 1     | 1      | 3     |
| 6    | Chile (CHI)          | 1   | 0     | 3      | 4     |
| 7    | Argentina (ARG)      | 0   | 4     | 4      | 8     |
| 8    | Cuba (CUB)           | 0   | 1     | 3      | 4     |
| 9    | Colombia (COL)       | 0   | 0     | 2      | 2     |
| '    | Costa Rica (CRC)     | 0   | 0     | 2      | 2     |
| '    | Ecuador (ECU)        | 0   | 0     | 2      | 2     |

### Tenis en silla de ruedas
| Núm. | País                 | Oro | Plata | Bronce | Total |
| ---- | -------------------- | --- | ----- | ------ | ----- |
| 1    | Brasil (BRA)         | 2   | 1     | 1      | 4     |
| 2    | Argentina (ARG)      | 2   | 0     | 0      | 2     |
| 3    | Estados Unidos (USA) | 0   | 2     | 2      | 4     |
| 4    | Colombia (COL)       | 0   | 1     | 0      | 1     |
| 5    | Canadá (CAN)         | 0   | 0     | 1      | 1     |

### Tiro con arco
| Núm. | País                 | Oro | Plata | Bronce | Total |
| ---- | -------------------- | --- | ----- | ------ | ----- |
| 1    | Estados Unidos (USA) | 2   | 2     | 4      | 8     |
| 2    | Brasil (BRA)         | 2   | 1     | 0      | 3     |
| 3    | Canadá (CAN)         | 0   | 1     | 0      | 1     |

### Voleibol sentado
| Núm. | País                 | Oro | Plata | Bronce | Total |
| ---- | -------------------- | --- | ----- | ------ | ----- |
| 1    | Brasil (BRA)         | 1   | 1     | 0      | 2     |
| 2    | Estados Unidos (USA) | 1   | 1     | 0      | 2     |
| 3    | Canadá (CAN)         | 0   | 0     | 2      | 2     |

## Multimedallistas
| Posición | Deportista                   | Medallas |   |   |   | Deporte                  |
| -------- | ---------------------------- | -------- | - | - | - | ------------------------ |
| 1        | Daniel Dias                  | 8        | 8 |   |   | Natación                 |
| 2        | Andre Brasil                 | 7        | 6 | 1 |   | Natación                 |
|          | Aurelie Rivard               | 7        | 6 | 1 |   | Natación                 |
| 4        | Carlos Serrano               | 6        | 5 | 1 |   | Natación                 |
| 5        | Joana Da Silva               | 5        | 5 |   |   | Natación                 |
| 6        | Nely Miranda                 | 6        | 4 | 2 |   | Natación                 |
| 7        | Tess Routliffe               | 5        | 4 | 1 |   | Natación                 |
|          | Gustavo Sánchez              | 5        | 4 | 1 |   | Natación                 |
| 9        | Nicolas Turbide              | 6        | 3 | 3 |   | Natación                 |
| 10       | Nelson Crispin               | 6        | 3 | 2 | 1 | Natación                 |
| 11       | Armando Andrade              | 5        | 3 | 2 |   | Natación                 |
| 12       | Ruiter Silva                 | 5        | 3 | 1 | 1 | Natación                 |
| 13       | Phelipe Melo                 | 4        | 3 | 1 |   | Natación                 |
|          | Veronica Silva Hipólito      | 4        | 3 | 1 |   | Atletismo                |
| 15       | Camille Rodríguez            | 4        | 3 |   | 1 | Natación                 |
| 16       | Alex Dupont                  | 3        | 3 |   |   | Atletismo                |
|          | Omara Duran                  | 3        | 3 |   |   | Atletismo                |
|          | Mateus Cardoso Evangelista   | 3        | 3 |   |   | Atletismo                |
|          | Teresinha Guillermina        | 3        | 3 |   |   | Atletismo                |
|          | Brent Lakatos                | 3        | 3 |   |   | Atletismo                |
|          | Raymond Martin               | 3        | 3 |   |   | Atletismo                |
|          | Juan Moreno Márquez          | 3        | 3 |   |   | Atletismo                |
| 23       | Brayan Urbano                | 5        | 2 | 3 |   | Natación                 |
| 24       | Talisson Glock               | 6        | 2 | 2 | 2 | Natación                 |
| 25       | Mallory Weggemann            | 5        | 2 | 2 | 1 | Natación                 |
| 26       | Daniela Giménez              | 5        | 2 |   | 2 | Natación                 |
| 27       | Doramitzi Hernández          | 4        | 2 | 1 | 1 | Natación                 |
|          | Reilly Boyt                  | 4        | 2 | 1 | 1 | Natación                 |
|          | Anabel Moro                  | 4        | 2 | 1 | 1 | Natación                 |
|          | Belkys Mota                  | 4        | 2 | 1 | 1 | Natación                 |
| 31       | Morgan Bird                  | 3        | 2 | 1 |   | Natación                 |
|          | Felipe De Souza Gómez        | 3        | 2 | 1 |   | Atletismo                |
|          | Leonardo Díaz                | 3        | 2 | 1 |   | Atletismo                |
|          | Carlos Farrenberg            | 3        | 2 | 1 |   | Natación                 |
|          | Lorenzo Pérez                | 3        | 2 | 1 |   | Natación                 |
|          | Leinier Savon                | 3        | 2 | 1 |   | Atletismo                |
| 37       | Diego Cuesta                 | 3        | 2 |   | 1 | Natación                 |
|          | Matheus Da Silva             | 3        | 2 |   | 1 | Natación                 |
|          | Justine Morrier              | 3        | 2 |   | 1 | Natación                 |
| 40       | David Andrade de Freitas     | 2        | 2 |   |   | Tenis de mesa            |
|          | Joseph Berenyi               | 2        | 2 |   |   | Ciclismo de pista        |
|          | David Brown                  | 2        | 2 |   |   | Atletismo                |
|          | Carlos Carbinato Junior      | 2        | 2 |   |   | Tenis de mesa            |
|          | Yunidis Castillo             | 2        | 2 |   |   | Atletismo                |
|          | Jose Carlos Chagas           | 2        | 2 |   |   | Boccia                   |
|          | Daniel Chalifour             | 2        | 2 |   |   | Ciclismo de pista        |
|          | Lauro Chaman                 | 2        | 2 |   |   | Ciclismo de ruta         |
|          | Alexandre Cloutier           | 2        | 2 |   |   | Ciclismo de pista        |
|          | Iralindo Conceicao Espindola | 2        | 2 |   |   | Tenis de mesa            |
|          | Alessandro Da Silva          | 2        | 2 |   |   | Atletismo                |
|          | Maciel de Sousa Santos       | 2        | 2 |   |   | Boccia                   |
|          | Mariela Delgado              | 2        | 2 |   |   | Ciclismo de pista        |
|          | Eliseu dos Santos            | 2        | 2 |   |   | Boccia                   |
|          | Gustavo Faria Araujo         | 2        | 2 |   |   | Atletismo                |
|          | Gustavo Fernández            | 2        | 2 |   |   | Tenis en silla de ruedas |
|          | Petrucio Ferreira dos Santos | 2        | 2 |   |   | Atletismo                |
|          | Luiz Guarnieri Manara        | 2        | 2 |   |   | Tenis de mesa            |
|          | Yanina Martínez              | 2        | 2 |   |   | Atletismo                |
|          | Natalia Mayara               | 2        | 2 |   |   | Tenis en silla de ruedas |
|          | Chelsea McClammer            | 2        | 2 |   |   | Atletismo                |
|          | Yeltsin Ortega Jacques       | 2        | 2 |   |   | Natación                 |
|          | María Paredes                | 2        | 2 |   |   | Tenis de mesa            |
|          | Matheus Rheine               | 2        | 2 |   |   | Natación                 |
|          | Paulo Salmin                 | 2        | 2 |   |   | Tenis de mesa            |
|          | Claudiomiro Segatto          | 2        | 2 |   |   | Tenis de mesa            |
|          | Edith Sigala                 | 2        | 2 |   |   | Tenis de mesa            |
|          | Akeem Stewart                | 2        | 2 |   |   | Atletismo                |
|          | Dion Townsend-Roberts        | 2        | 2 |   |   | Atletismo                |
|          | Rebeca Valenzuela            |          |   |   |   | Atletismo                |
| 70       | Esthefany de Oliveira        | 6        | 1 | 4 | 1 | Natación                 |

 Lista completaː Multimedallistas 